# Фьяк, Марион
Марион Фьяк (фр. Marion Fiack, род. 13 октября 1992 года, Реймс, Франция) — французская прыгунья с шестом. Чемпионка Франции в помещении 2015 года. Действующая рекордсменка Франции в прыжке с шестом в помещении — 4,71 м (2015).

## Биография и карьера
Дебютировала на международной арене в 2009 году. 
Двукратный серебряный призёр чемпионата Франции в помещении (2013, 2014). Серебряный призёр чемпионата Франции 2014. 
В 2015 году получила травму руки и вынуждена была пропустить часть сезона.
В 2018 году стала бронзовым призёром чемпионата Франции в помещении.

## Основные результаты
| Год  | Соревнования                                | Место проведения   | Место  | Результат |
| ---- | ------------------------------------------- | ------------------ | ------ | --------- |
| 2009 | Европейский юношеский Олимпийский фестиваль | Тампере, Финляндия | 11     | 3,40 м    |
| 2010 | Чемпионат мира среди юниоров                | Монктон, Канада    | —      | NM        |
| 2013 | Чемпионат Европы среди молодёжи             | Тампере, Финляндия | 5      | 4,30 м    |
| 2014 | Чемпионат Европы                            | Цюрих, Швейцария   | 14 (q) | 4,35 м    |
| 2015 | Чемпионат Европы в помещении                | Прага, Чехия       | 5      | 4,50 м    |